# Antodice abstrusa
Antodice abstrusa là một loài bọ cánh cứng trong họ Cerambycidae.